# Автобусная резня
Автобусная резня (араб. حادثة بوسطة عين الرمانة‎), также Инцидент в Айн-эль-Раммане (араб. حادثة عين الرمانة‎) — вооружённые столкновения в Бейруте между правохристианской фалангистской милицией и палестинскими боевиками 13 апреля 1975 года. Переросла из бытового конфликта в боестолкновение и кровопролитную расправу. Послужила поводом и явилась первым боем гражданской войны в Ливане.

## Контекст
К 1975 году политическая обстановка в Ливане предельно обострилась. Христианское население требовало ухода из страны палестинских вооружённых формирований и ликвидации беженских лагерей, превращённых в военно-политические базы ООП. Эту позицию выражали правохристианские партии — Катаиб, НЛП, Стражи кедров, Марада, Танзим. В союзе с палестинцами выступали «левомусульманские» организации, прежде всего ПСП, Мурабитун, ЛКП.
Все перечисленные организации располагали своими военизированными формированиями. Крупномасштабное военное столкновение сделалось вопросом времени. Повод мог возникнуть от любого локального конфликта.

## Бой и расправа

### Перестрелка у церкви
Утром 13 апреля 1975 в маронитской церкви Мар Микаиль бейрутского христианского квартала Айн-эль-Раммана проходил обряд крещения. Своего сына крестил Жозеф Абу Асси — активист партии Катаиб, боевик фалангистской милиции. На обряде присутствовал лидер Катаиб Пьер Жмайель-старший. Интересно, что ребёнку было дано имя Башир — которое носил Жмайель-младший.
Мимо церкви проезжала группа боевиков ООП во главе с Монтазером Ахмадом Насером. Они оскорбительно высказывались о маронитах и стреляли в воздух. Патруль фалангистской милиции вступил в конфликт с палестинцами. Завязалась перестрелка, один из палестинцев был убит. По другой версии, ссору с фалангистами завязал ливанец, член ДФОП, получивший ранение в ходе конфликта. По третьей, конфликт спровоцировали палестинские члены ДФОП, отказавшиеся остановиться по требованию патруля фалангистов и направившие автомобиль в толпу. Огнем фалангистов водитель был ранен в руку и отправлен в палестинский госпиталь «Аль-Кодс», откуда сбежал на следующий день.
Примерно через час, когда участники обряда выходили из церкви, их встретили боевики НФОП на нескольких автомобилях. Они открыли огонь. В результате погибли четыре человека: Жозеф Абу Асси, Антуан Хусейни, Диб Асаф, Салман Ибрагим Абу, сам Пьер Жмайель был легко ранен. Все погибшие состояли в личной охране Пьера Жмайеля. Ответный огонь заставил палестинцев отступить.
В христианских кварталах распространился ложный слух об убийстве Пьера Жмайеля. С другой стороны, среди палестинцев и мусульман появился слух об атаке фалангистов на беженские лагеря.
Фалангисты посчитали, что палестинцы пытались убить лидера Катаиб. Квартал немедленно был взят под вооружённый контроль фалангистской милиции под командованием Башира Жмайеля. Фалангистов поддержала национал-либеральная Милиция Тигров. Правохристиане рвались отомстить за своих погибших.

### Расстрел автобуса
В тот же день в лагере палестинских беженцев Сабра, расположенном в Западном Бейруте, проходил митинг ООП. Участники митинга возвращались в лагерь Тель-Заатар на автобусе, ничего не зная о событиях в Айн-эль-Раммане. Однако появление автобуса с вооруженными палестинцами в этом квартале, где только что пролилась кровь, было воспринято однозначно — как повторная массированная атака.
Палестинский транспорт встретила засада фалангистов во главе с Баширом Жмайелем. Обе стороны открыли огонь друг по другу. Автобус был изрешечен огнем из автоматов, погибли 28 человек; по другим данным — 27, 19 человек, в их числе и водитель, были ранены и остались в живых потому, что притворились мёртвыми.

## Расследования и версии
Официальные инстанции начали следствие. Генеральный директорат госбезопасности составил список на арест семи руководящих фалангистов, однако партийное руководство отказалось их выдать.
Пьер Жмайель провёл экстренное совещание руководства Катаиб. Партийная служба безопасности вела собственное расследование. Отдельно выяснялся вопрос, с какой целью автобус из Тель-Заатара появился в Айн-эль-Раммане (маршрут не выглядел оптимальным). Согласно официальному докладу службы внутренней безопасности, водитель автобуса Мустафа Хусейн получил указание от муниципального полицейского проследовать через Айн-эль-Рамману. Личность полицейского осталась неустановленной. Фалангисты были убеждены, что ООП совершила целенаправленную провокацию. Такая версия косвенно подтверждалась тем, что 13 апреля была зафиксирована попытка палестинской атаки с территории Тель-Заатара, отбитая правохристианами.
Есть также версия, что «Автобусная резня» была спровоцирована боевиками ССНП, покушавшимися на жизнь Пьера Жмайеля в отместку за его роль в подавления мятежа ССНП в 1961 году, когда Жмайель занимал должность министра внутренних дел.
Со своей стороны, «левомусульманские» лидеры, собравшись в доме Камаля Джумблата, возложили всю ответственность на фалангистов. Взаимная агрессивность резко накалилась. Палестинская артиллерия, размещенная в лагере Тель аль-Заатар, начала обстрел христианских пригородов на юго-востоке Бейрута. Палестинцев поддержали шиитские и коммунистические боевики. Христианские милиции открыли ответный огонь. Уже в следующие дни в столкновениях между правохристианами и палестинцами погибли сотни людей. Через три дня было заключено первое из многочисленных перемирий.

## Значение и изучение
События 13 апреля 1975 года считаются началом гражданской войны в Ливане. Обозначилась главная линия противостояния первого этапа войны: Катаиб против ООП — правохристианские радикалы против палестинцев и левых партий Ливана. Спустя полгода в ливанской столице разгорелась Битва отелей. Символической кульминацией данного этапа стало сражение за Тель-Заатар и взятие лагеря правохристианами летом 1976 года.
«Автобусная резня» как эпизод ливанской истории исследуется и изучается десятилетиями. В 2011 году ливанская неправительственная организация UMAM D&R/The Hangar обнаружила и экспонировала автобус, расстрелянный в Айн-эль-Раммане. Вопрос об ответственности за
«Автобусную резню» остаётся открытым. Ещё в середине 1980-х годов в Ливане был распространён вопрос: «Продолжаете ли вы размышлять, какие мотивы руководили теми, кто 13 апреля 1975 года первыми спустили курки, развязав войну?» — без конкретного указания на инициаторов.